# Konstantin Kiselëv
Konstantin Evgen'evič Kiselëv (in russo Константин Евгеньевич Киселёв?; 16 maggio 1995) è un pallanuotista russo, in forza ai pluricampioni di Russia dello Spartak Volgograd.
Esordisce in campionato nel 2011 e ha sempre giocato nella seconda squadra del club, ragione per la quale non può ancora vantare alcun successo nel proprio palmarès.